# Fyra Bugg & en Coca Cola
Fyra Bugg & en Coca Cola utkom den 13 april 1987 och är ett studioalbum av Lotta Engberg. Det var hennes debutalbum. Det återlanserades på CD 1992.

## Låtlista

### Sida A
| Nr | Titel                      | Låtskrivare                                     | Längd |
| -- | -------------------------- | ----------------------------------------------- | ----- |
| 1. | "Fyra Bugg & en Coca Cola" | Mikael Wendt, Christer Lundh                    | 2:54  |
| 2. | "Orientexpressen"          | Göran Arnberg, Magnus Fermin, Christer Lundh    | 2:58  |
| 3. | "Jag vandrar i ett regn"   | Anders Engberg, Mikael Wendt, Christer Lundh    | 3:34  |
| 4. | "Hey hey lady lay"         | Håkan Almqvist, Bobby Ljunggren, Christer Lundh | 3:06  |
| 5. | "Vi kan drömma"            | Göran Arnberg, Magnus Fermin, Christer Lundh    | 4:09  |
| 6. | "Dom vill bara väl"        | Göran Arnberg, Magnus Fermin, Christer Lundh    | 3:28  |

### Sida B
| Nr  | Titel                                                              | Låtskrivare                                            | Längd |
| --- | ------------------------------------------------------------------ | ------------------------------------------------------ | ----- |
| 7.  | "Succéschottis"                                                    | Göran Arnberg, Magnus Fermin                           | 3:23  |
| 8.  | "Ett brev från Maria på Öland"                                     | Maria Olsson, Thore Skogman, Christer Lundh            | 3:12  |
| 9.  | "Jag vill bara va' en människa av idag (Your Love My Goodbye)"     | Rolf Lövland (refrängtext), Örjan Englund, Ulf Westman | 3:10  |
| 10. | "Nicolaj"                                                          | Torgny Söderberg, Ingela Forsman                       | 4:10  |
| 11. | "Håll om mej i natt (Together We Can Make this Wrong World Right)" | Peter Right Steyne, Christer Lundh                     | 3:14  |
| 12. | "Ditt monopol"                                                     | Anders Engberg, Christer Lundh                         | 2:28  |